# Nivå Bugt
Nivå Bugt är en grund vik i Öresund längs Själlands ostkust norr om Köpenhamn i Danmark. 
Längs stranden söder om Nivå finns fågelskyddsområdet Nivå Bugt Strandenge med havsstrandäng och områden med vass där vadare och sjöfåglar rastar och letar föda. Mer än 200 fågelarter har observerats i området som skyddades år 1950.
År 2012 upptäcktes amöban eller cileaten Mesodinium chamaeleon i Nivå Bugt. Den äter kloroplast från växter och utnyttjar den energi de producerar via fotosyntes och kan därför betecknas som både djur och växt.